# John Ortiz
John Ortiz (Brooklyn (New York), 23 mei 1968) is een Amerikaans acteur.

## Biografie
Ortiz groeide op in de buurtschap Bushwick in de borough Brooklyn van New York, en heeft een Puerto Ricaanse achtergrond. Hij is getrouwd en heeft een zoon. Hij woonde met zijn gezin in Brooklyn, tot ze in 2010 naar Californië verhuisden.

## Filmografie

### Films
Uitgezonderd korte films.
- 2025: Nobody 2 - als Wyatt Martin
- 2023: Poolman - als Wayne / Dirk Pfumpter
- 2023: American Fiction - als Arthur
- 2022: The In Between - als Mel
- 2021: The Fallout - als Carlos Cavell
- 2020: Horse Girl - als Ron
- 2019: Ad Astra - als luitenant-generaal Rivas
- 2019: Ms. White Light - als Gary
- 2018: Bumblebee - als dr. Powell
- 2018: Replicas - als Jones
- 2018: Peppermint - als rechercheur Moises Beltran
- 2018: The Cloverfield Paradox - als Monk
- 2018: Nostalgia - als Daniel
- 2017: Going in Style - als Jesus / bankovervaller
- 2017: Kong: Skull Island - als Victor Nieves
- 2017: A Dog's Purpose - als Carlos
- 2016: A Woman, a Part - als Isaac
- 2016: The Finest Hours - als Wallace Quirey
- 2015: Steve Jobs - als Joel Pforzheimer
- 2015: Blackhat - als Henry Pollack
- 2014: The Drop - als rechercheur Torres
- 2014: Cesar Chavez - als Eli Ordonez
- 2013: Fast & Furious 6 - als Arturo Braga
- 2012: Silver Linings Playbook – als Ronnie
- 2010: Jack Goes Boating – als Clyde
- 2009: Public Enemies – als Phil D'Andrea
- 2009: Fast & Furious – als Campos/Braga
- 2009: Anatomy of Hope – als Tom Hernandez
- 2008: Pride and Glory – als Ruben Santiago
- 2008: Blue Blood – als Hector
- 2007: AVPR: Aliens vs Predator – Requiem – als Morales
- 2007: American Gangster – als Javier J. Rivera
- 2006: El cantante – als Willie Colón
- 2006: Miami Vice – als Jose Yero
- 2006: The Deep and Dreamless Sleep – als Mervin
- 2006: Take the Lead – als mr. Temple
- 2002: Narc – als Octavio Ruiz
- 2001: 3 A.M. – als Hector
- 2000: Before Night Falls – als Juann Abreu
- 2000: The Opportunists – als Ismail Espinoza
- 1999: The Last Marshal – als Enrico
- 1998: Side Streets – als Ramon Yanes
- 1997: Amistad – als Montes
- 1997: Riot – als Ciaco
- 1996: Ransom – als Roberto
- 1996: Sgt. Bilko – als Luis Clemente
- 1995: Shadow-Ops – als Cruz
- 1995: Lotto Land – als Coco
- 1993: Italian Movie – als Cesar
- 1993: Carlito's Way – als Guajiro

### Televisieseries
Uitgezonderd eenmalige gastrollen.
- 2024 The Madness - als Franco Quiñones - 8 afl.
- 2024 Bad Monkey - als Rogelio Burton - 8 afl.
- 2024 Will Trent - als Antonio Miranda - 3 afl.
- 2022 Promised Land - als Joe Sandoval - 10 afl.
- 2020 Messiah - als Felix Iguero - 10 afl.
- 2017 The Guest Book - als Paul - 2 afl.
- 2015 - 2016 Togetherness - als David - 7 afl.
- 2014 Rake - als Ben Leon - 13 afl.
- 2011 – 2012 Luck – als Turo Escalante – 10 afl.
- 2004 – 2005 Clubhouse – als Carlos Tavares – 10 afl.
- 2001 – 2002 The Job – als Ruben Somarriba – 19 afl.
- 1997 Touched by an Angel – als Nicky – 2 afl.
- 1996 Lush Life – als Nelson Marquez – 7 afl.